# 2020 في تونس
فيما يلي قوائم الأحداث التي وقعت خلال عام 2020 في تونس.

## أحداث
- 27 فبراير – الحكومة التونسية الجديدة برئاسة إلياس الفخفاخ تؤدي اليمين الدستورية أمام الرئيس قيس سعيد.[1]

## وفيات

### يناير
- 7 يناير - عبد الرزاق الرصاع، سياسي تونسي.
- 27 يناير - لينا بن مهني، ناشطة حقوقية ومدونة وصحفية وأستاذة جامعية تونسية.

### مارس
- 27 مارس - حامد القروي، رئيس الحكومة التونسية الأسبق .

### مايو
- 13 مايو - الشاذلي القليبي، سياسي ودبلوماسي تونسي.
- 22 مايو - ألبير ممي، كاتب تونسي فرنسي.

### يونيو
- 29 يونيو - صلاح الدين الصيد، مخرج ومؤلف تونسي.

### يوليو
- 27 يوليو - راضي جازي، عالم صيدلي تونسي.
- 27 يوليو - جيزيل حليمي، كاتبة وناشطة نسوية ومحامية يهودية تونسية.